# حمام الویر
حمام الویر مربوط به دوره قاجار است و در شهرستان زرندیه، بخش خرقان، روستای الویر واقع شده و این اثر در تاریخ ۲۶ اسفند ۱۳۸۶ با شمارهٔ ثبت ۲۲۰۹۹ به‌عنوان یکی از آثار ملی ایران به ثبت رسیده است.